# تشارلز كونويل
تشارلز كونويل (بالإنجليزية: Charles Conwell)‏ (مواليد 2 نوفمبر 1997) هو ملاكم أمريكي، مثّل بلاده في الألعاب الأولمبية الصيفية 2016.

## روابط خارجية
تشارلز كونويل على موقع بوكس ريك (الإنجليزية) (registration required)
- تشارلز كونويل على موقع أوليمبيديا (الإنجليزية)